# Antonio Monge Vega
Antonio Monge Vega (Madrid, 5 de octubre de  1942-Pamplona, 19 de diciembre de 2020) fue un químico y farmacólogo español, catedrático de Química Farmacéutica y Director Científico del Centro de Investigación en Farmacobiología Aplicada (CIFA) de la Universidad de Navarra.

## Biografía
Nacido en Madrid, realizó la licenciatura de Ciencias Químicas en la Universidad Complutense de Madrid. En 1968 consiguió el doctorado en Química Farmacéutica en el Consejo Superior de Investigaciones Científicas. Completó dichos estudios en la Universidad de Glasgow, bajo la dirección de J. Gullespie.
De regreso a España, se trasladó a Pamplona donde puso en marcha la asignatura de Química Farmacéutica en la Universidad de Navarra. En dicha institución puso en marcha el Departamento de Química Orgánica y Farmacéutica, del fue nombrado director (1972-1995). Impulsó la creación del Centro de Investigación en Farmacobiología Aplicada (CIFA), que dirigió desde su fundación hasta 2013. Y simultáneamente, inició el Máster en Investigación y Desarrollo del Medicamento (MIDI), pionero en España y Europa.
Coordinó también la Red Iberoamericana para la Investigación, Diseño y Desarrollo de Medicamentos.
Entre otras líneas de investigación, dirigió el proyecto "Síntesis de moléculas bioactivas. Análogos de productos naturales de origen Iberoamericano" en el que participaron diecinueve países y 175 investigadores. Su labor investigadora fue distinguida por el Instituto Nacional del Cáncer (Estados Unidos). También dirigió un proyecto por el que, sintetizando nuevos compuestos de hierro trató de erradicar la tuberculosis. Dicho proyecto fue realizado conjuntamente por diversas universidades: Universidad de la República (Uruguay), Universidad de Sao Paolo (Brasil), Universidad Nacional de La Plata (Argentina), y Universidad de Navarra.
Fue miembro de número de la Real Academia Nacional de Farmacia, en la que ingresó el 23 de abril de 1992 con la medalla 37, y en la que ocupó la presidencia de la sección de Química.
El Colegio Oficial de Farmacéuticos de Navarra le concedió el premio honorífico por sus cincuenta años de dedicación al medicamento (2019).
Estuvo casado con la profesora Aurora Barrio y tuvieron siete hijos y diecinueve nietos.

## Sociedades a las que perteneció
Fue miembro de las siguientes sociedades:
- Presidente del Grupo de Química Orgánica de la Real Farmacopea Española (1993-2001)
- Presidente de la Commission on Training and Development in Medicinal Chemistry for Undeveloping Countries (IUPAC)
- Socio Fundador de la Sociedad Española de Química Terapéutica (SEQT), siendo su presidente (1981-1985)
- Académico de Número de la Real Academia de Farmacia del Instituto de España (1992)
- Académico Correspondiente de la Academia de Farmacia de Perú
- Consejero del Instituto Científico y Tecnológico de Navarra
- Consejero de la Fundación Universidad-Empresa de Navarra
- Miembro de The International Council for Sciences
- Miembro de IUPAC Strategy Development Committe
- Miembro de The World Innovation Foundation

Autor de más de trescientos setenta trabajos de investigación científica.